# 11-та Стрийська бригада УГА
Стрийська (11-та) бригада УГА — належала до Третього корпусу УГА, сформована в червні 1919 р. з частин груп «Крукеничі» (командант — підполковник Володимир Федорович) і «Глибока».
У Галичині брала участь у Чортківській офензиві (зокрема, 13 червня 1919 звільнила від польських військ м. Монастириська).
У серпні 1919 року передана до Східної армійської групи Дійової Армії УНР, в якій разом з Третьою Залізною стрілецькою дивізією генерала Олександра Удовиченка відзначилася в боях проти більшовицької групи Й. Якіра.
Команданти: отаман Гуґо Противенський, отаман Карл Шльоссер, начальник штабу — сотник Броніслав Абель. До складу 11-ї Стрийської бригади входили 4 курені піхоти, 1 полк артилерії (командант сотник К. Бранднер (Karel Brandner), чех за походженням) з 4 батарей, допоміжні і тилові частини. В середині серпня 1919 p. особовий склад становив 2 400 старшин і вояків.

## Вояки бригади
- Тишовницький Омелян — четар 11-го гарматного полку.